# ماساتو فوجيتا
ماساتو فوجيتا (باليابانية: 藤田 優人) (8 مايو 1986 في أويتا في اليابان – )؛ هو لاعب كرة قدم ياباني سابق كان يلعب كمدافع.

## وصلات خارجية
- ماساتو فوجيتا على موقع رابطة كرة القدم اليابانية للمحترفين (اليابانية)
- ماساتو فوجيتا على موقع قاعدة بيانات كرة القدم.إي يو (الإنجليزية)
- ماساتو فوجيتا على موقع Soccerway.com (الإنجليزية)
- ماساتو فوجيتا على موقع عالم كرة القدم.نت (الإنجليزية)
- ماساتو فوجيتا على موقع كووورة